# Іоан-Йосиф Волошиновський
Йоан-Йосиф Волошиновський — єпископ (управитель) Мукачівської єпархії (МГКЄ) після укладення Ужгородської унії.
У цей період частіше управителі Мукачівської єпархії фактично були єпархіальними вікаріями, так як напряму підпорядковувалися Ягерському римо-католицькому (угорському) єпископу.

## Історичні дані
В «Історії карпатських русинів» подається список єпископів Мукачівської єпархії від Луки — до Василя Поповича та згадка про останніх православних єпископів Марамороша Йосифа Стойку і Досифея Теодоровича.
Стосовно Йосипа Волошиновського є відомості про час єпископства: 1670–1680 р.

### Дослідження та версії
Документи Мукачівської єпархії збереглися фрагментарно, а після приходу радянської влади в Закарпаття після Другої світової війни, знищення унії, - частина документів втрачена, а більшість збережених архівів потребують вивчення. Складним є те, що більша частина архіву — це документи на латинській та угорській мовах, а подеколи вони ще й не впорядковані та чекають свого дослідника.
Естерґомський архієрей (примас) Дьордь Селепчені (1666–1685 рр.) запросив до монастирської «резиденції» мукачівських єпископів на Чернечій горі галицького нез'єднаного ієромонаха Йосифа Волошиновського, який погодився на умови Селепченія стати греко-католицьким єпископом і визнавати його, а не Еґерського єпископа, митрополичу владу.
Не дочекавшись затвердження свого призначення Апостольським престолом, Волошиновський подався до Львова і прийняв єпископські свячення з рук Львівського нез'єднаного єпископа Йосифа Шумлянського. Дивує у цій історії ще й той факт, що Римський престол 30 березня 1669 р. звільнив Волошиновського від усіх канонічних покарань, визнав його єпископські свячення дійсними і дозволив виконувати звичні архиєрейські чинності(!).
Усунувши Волошиновського від виконання архиєрейських обов'язків (джерела його ще згадують подорожуючим руськими селами до 1675 р.) примас Селепчені вирішив виправити свою помилку в Римі, звернувшись до кардинала Юлія Спіноли, щоб серед випускників Грецької колегії св. Атанасія підшукав для Мукачівської єпархії відповідного кандидата.